# Scipione Sacchetti, IV marchese di Castelromano
Scipione Sacchetti, IV marchese di Castelromano (Lione, 16 ottobre 1767 – Roma, 23 gennaio 1840), è stato un nobile italiano.

## Biografia
Nato nel 1767, Scipione era figlio di Giulio Sacchetti, III marchese di Castelromano e di sua moglie, Maddalena Azan. Nacque a Lione, in Francia, dove suo padre aveva preso stabilmente residenza e da dove lo stesso Scipione fece ritorno in Italia nel 1782 alla morte del genitore, quando gli succedette come marchese di Castelromano e feudi annessi. In quello stesso anno papa Pio VI lo incluse tra i patrizi "coscritti", ovvero quelli appartenenti alla nobiltà più antica di Roma.
Nel 1794 venne nominato da papa Pio VII al ruolo di Foriere maggiore dei sacri palazzi apostolici, incarico che mantenne sino alla sua morte. Tale incarico, da Scipione in poi, pur in assenza di un decreto pontificio specifico, venne de facto affidato come ereditario alla famiglia Sacchetti.
Nel 1804 accompagnò papa Pio VII nel suo viaggio a Parigi per incoronare Napoleone quale imperatore dei francesi, insieme ad altri importanti prelati e personalità della curia romana, tornando in Italia solo l'anno successivo. Si batté comunque in prima linea perché il giovane figlio Giovanni Battista venisse risparmiato dalla chiamata alle armi dell'esercito napoleonico.
Nel 1837 fu tra i primi, in quanto proprietario dei terreni nell'area, ad avviare i primi scavi in quella che oggi è nota come Necropoli dei Monterozzi con l'aiuto dell'archeologo romano Raffaele Rosati.
Morì a Roma il 23 gennaio 1840.

## Matrimonio e figli
A Roma, il 7 febbraio 1793, sposò Eleonora Cenci Bolognetti (8 settembre 1769 - 20 marzo 1833), figlia di Girolamo Cenci Bolognetti, IV principe di Vicovaro e di sua moglie, la contessa Maria Isabella Petroni. La coppia ebbe i seguenti figli:
- Clelia (1794 - 1815), sposò nel 1813 Francesco della Vipera, nobile beneventano[4]
- Giulio (n. e m. 1795)
- Giovanni Battista (1796 - 1869), gesuita
- Marianna (1798 - 1874), monaca oblata "suor Turchina"
- Isabella (10 maggio 1802 - 21 gennaio 1887)[5], monaca
- Maria (1803 - 1824)
- Girolamo (1806 - 1864), V marchese di Castelromano, sposò Maria Spada Veralli

## Ascendenza
|                                                 |   |                                | Genitori                           |  |  | Nonni |  |  | Bisnonni                                                     |  |  | Trisnonni                                        |  |
|                                                 |   |                                |                                    |  |  |       |  |  | Giovanni Battista Sacchetti, II marchese di Castel Rigattini |  |  | Matteo Sacchetti, I marchese di Castel Rigattini |  |
|                                                 |   |                                |                                    |  |  |       |  |  | Giovanni Battista Sacchetti, II marchese di Castel Rigattini |  |  | Matteo Sacchetti, I marchese di Castel Rigattini |  |
|                                                 |   | Cassandra Ricasoli Rucellai    |                                    |  |  |       |  |  | Giovanni Battista Sacchetti, II marchese di Castel Rigattini |  |  |                                                  |  |
| Matteo Sacchetti, I marchese di Castelromano    |   |                                |                                    |  |  |       |  |  | Giovanni Battista Sacchetti, II marchese di Castel Rigattini |  |  |                                                  |  |
|                                                 |   | Caterina Acciaiuoli            | Donato Acciaiuoli                  |  |  |       |  |  |                                                              |  |  |                                                  |  |
|                                                 |   | Caterina Acciaiuoli            | Donato Acciaiuoli                  |  |  |       |  |  |                                                              |  |  |                                                  |  |
|                                                 |   | Caterina Acciaiuoli            | Anna Maria Altoviti                |  |  |       |  |  |                                                              |  |  |                                                  |  |
| Giulio Sacchetti, III marchese di Castelromano  |   | Caterina Acciaiuoli            |                                    |  |  |       |  |  |                                                              |  |  |                                                  |  |
|                                                 |   | Francesco Orsini de' Cavalieri | Emilio Orsini de' Cavalieri        |  |  |       |  |  |                                                              |  |  |                                                  |  |
|                                                 |   | Francesco Orsini de' Cavalieri | Emilio Orsini de' Cavalieri        |  |  |       |  |  |                                                              |  |  |                                                  |  |
|                                                 |   | Francesco Orsini de' Cavalieri | Clelia Sannesi                     |  |  |       |  |  |                                                              |  |  |                                                  |  |
| Clelia Orsini de' Cavalieri                     |   | Francesco Orsini de' Cavalieri |                                    |  |  |       |  |  |                                                              |  |  |                                                  |  |
|                                                 |   | Vittoria Ludovica di Carpegna  | Mario, conte di Carpegna           |  |  |       |  |  |                                                              |  |  |                                                  |  |
|                                                 |   | Vittoria Ludovica di Carpegna  | Mario, conte di Carpegna           |  |  |       |  |  |                                                              |  |  |                                                  |  |
|                                                 |   | Vittoria Ludovica di Carpegna  | Teresa Dudley dei conti di Warwick |  |  |       |  |  |                                                              |  |  |                                                  |  |
| Scipione Sacchetti, IV marchese di Castelromano |   | Vittoria Ludovica di Carpegna  |                                    |  |  |       |  |  |                                                              |  |  |                                                  |  |
|                                                 | … | …                              |                                    |  |  |       |  |  |                                                              |  |  |                                                  |  |
|                                                 | … | …                              |                                    |  |  |       |  |  |                                                              |  |  |                                                  |  |
|                                                 | … | …                              |                                    |  |  |       |  |  |                                                              |  |  |                                                  |  |
| …                                               | … |                                |                                    |  |  |       |  |  |                                                              |  |  |                                                  |  |
|                                                 |   | …                              | …                                  |  |  |       |  |  |                                                              |  |  |                                                  |  |
|                                                 |   | …                              | …                                  |  |  |       |  |  |                                                              |  |  |                                                  |  |
|                                                 |   | …                              | …                                  |  |  |       |  |  |                                                              |  |  |                                                  |  |
| Maddalena Azzan                                 |   | …                              |                                    |  |  |       |  |  |                                                              |  |  |                                                  |  |
|                                                 |   | …                              | …                                  |  |  |       |  |  |                                                              |  |  |                                                  |  |
|                                                 |   | …                              | …                                  |  |  |       |  |  |                                                              |  |  |                                                  |  |
|                                                 |   | …                              | …                                  |  |  |       |  |  |                                                              |  |  |                                                  |  |
| …                                               |   | …                              |                                    |  |  |       |  |  |                                                              |  |  |                                                  |  |
|                                                 |   | …                              | …                                  |  |  |       |  |  |                                                              |  |  |                                                  |  |
|                                                 |   | …                              | …                                  |  |  |       |  |  |                                                              |  |  |                                                  |  |
|                                                 |   | …                              | …                                  |  |  |       |  |  |                                                              |  |  |                                                  |  |
|                                                 |   | …                              |                                    |  |  |       |  |  |                                                              |  |  |                                                  |  |